# Stará radnice (Broumov)
Stará radnice v Broumově v okrese Náchod se nachází v severozápadním rohu Mírového náměstí čp. 56 a byla zapsána do seznamu kulturních památek.

## Historie
Ve 13. století budova pozdější radnice sloužila fojtovi jako obytný dům. Dne 8. ledna 1419 broumovský opat udělil měšťanům Broumova právo k zřízení radnice a skladu s obchodem hodnotného zboží. Budova byla postižena požáry a obnovována v roce 1452 a 1565. V roce 1542 byla radnice přestavěna (od té doby má současný půdorys). V roce 1838 byla radnice přestavěna do dnešní podoby. K dalším stavebním úpravám došlo v roce 1994.

## Architektura
Stará radnice je postavena v renesančním slohu s barokními a klasicistickými úpravami.

### Exteriér
Budova Staré radnice je jednopatrová nárožní omítaná budova o čtyřech okenních osách do náměstí a dvanácti do ulice Stanislava Opočenského. Nad dvojicí vnitřních oken je trojúhelníkový štít, ve kterém se nachází městský znak. Za štítem se tyčí čtyřboká hranolová patrová věž s oknem v patře a věžními hodinami nad oknem. Věž je zdobená rohovými pilastry a je zakončena jehlancovou střechou se čtyřmi trojúhelníkovými štíty u paty střechy. V přízemí vystupuje mělký rizalit zdobený bosáží a naznačenými segmentovými oblouky. Pod levým obloukem je prolomeno okno, pod pravým se nachází vchod do budovy (2,20 x 3,00 m). 

### Interiér
Vchod pravé straně průčelí vede do velké síně (mázhaus) o rozměrech 5,60 x 11,20 m zaklenuté valenou klenbou do pasů. V pravém rohu síně vede trojramenné dřevěné schodiště s dřevěným zábradlím do patra. Na levé straně síně se nachází místnost, která je zaklenuta třemi plackami. Za ní se nachází komora s valenou klenbou s lunetami. V zadní přízemní části budovy se nachází místnost s trámovým stropem a profilovanými trámy. V patře se nacházejí jednotlivé místnosti (kdysi úřadovny) s plochými stropy. Místnosti jsou po stranách chodby, která vede podélnou osou domu a má valenou klenbu s lunetami. V portálu radní síně se dochoval městský znak z 16. století.